# Robert Cialdini
Robert Beno Cialdini (* 27. dubna 1945) je emeritní profesor psychologie a marketingu na Arizona State University a autor několika bestsellerů podle žebříčků New York Times nebo Wall Street Journal. Řadí se mezi nejcitovanější sociální psychology současnosti. Univerzitní kariéru věnoval výzkumu v oblasti přesvědčování, vyjednávání a problematice ovlivňování. Je autorem teorie vlivu. K jeho přelomovým publikacím patří kniha Influence: The Psychology of Persuasion z roku 1984, které se prodaly přes 3 miliony výtisků a byla přeložena do více než 30 jazyků včetně češtiny. Česky vyšla jako Zbraně vlivu: Manipulativní techniky a jak se jim bránit v roce 2012. Publikace je zařazena mezi 75 nejchytřejších knih o byznysu („75 Smartest Business Books").

## Vzdělání a kariéra
Cialdini získal bakalářský titul na University of Wisconsin v roce 1967. Pokračoval ve studiu sociální psychologie na Severokarolínské univerzitě. V roce 1970 obdržel titul Ph.D. a posléze studoval sociální psychologii na Kolumbijské universitě. Působil i na dalších amerických univerzitách (Ohio State University, Kalifornská univerzita, Annenberg School of Communications, Graduate School of Business na Stanfordově univerzitě). Nyní je emeritním profesorem psychologie a marketingu na Arizona State University.
Dlouhodobě se věnuje výzkumu v oblasti přesvědčování a vyjednávání. Mezi jeho klienty patří organizace a firmy, jako je například Google, Microsoft, Coca Cola, KPMG, Kodak, AAA, IBM nebo NATO. . Pracoval také na prezidentské kampani Baracka Obamy (2012) nebo Hillary Clinton (2016).
Cialdini při své práci kombinuje zkoumání praktik komunikačních profesionálů (marketérů, obchodníků, lidí z reklamní a PR branže) s vědeckými, behaviorálními experimenty.

## Teorie vlivu
Cialdini je autorem teorie vlivu založené na šesti základních principech. Tvrdí, že bychom měli umět rozeznávat, kdy jsme součástí férového vztahu a kdy jsme manipulováni.
Mezi šest principů (neboli zbraní) vlivu řadí:
• reciprocitu,
• závazek a důslednost,
• sociální schválení,
• oblíbenost,
• autoritu,
• vzácnost.

### Sedmý princip
Cialdini později definoval sedmý princip, který nazval principem jednoty (unity principle). Říká, že čím více se s ostatními identifikujeme, tím více nás ovlivňují.

## KnihaZbraně vlivu
Šest klíčových principů Cialdini rozpracoval v knize, která vyšla česky pod názvem Zbraně vlivu: Manipulativní techniky a jak se jim bránit (2012, Jan Melvil Publishing). Kniha vysvětluje principy, na jejichž základě vnímáme věci a lidi jako sympatické, potřebné a žádoucí a snažíme se vyhovět nadcházejícím požadavkům, aniž bychom věděli proč. Zabývá se technikami, jakými nás naše okolí nutí říkat „ano“. Tyto techniky znají a využívají například charitativní pracovníci, prodejci encyklopedií nebo pracovníci PR agentur. Autor v knize přináší odpovědi na to, proč jim říkáme „ano“, i když nesouhlasíme.

## KnihaPřed-svědčování
Kniha Před-svědčování: Revoluční způsob, jak ovlivnit a přesvědčit byla vydána v češtině v roce 2016. Jde o zatím poslední Cialdiniho publikaci (anglicky vyšla pod názvem Pre-Suasion). Na rozdíl od Zbraní vlivu se autor soustředí na to, jak ovlivňovat druhé. Opírá se přitom o vědecké objevy. Klíčovou myšlenkou knihy je, že nejdůležitější není samotné sdělení, ale to, jak zapůsobíme na posluchače ještě před ním. Na tom závisí, zda posluchač naše sdělení přijme a nechá se jím ovlivnit, nebo ho odmítne.